# Allée des célébrités canadiennes
 (février 2022).
Si vous disposez d'ouvrages ou d'articles de référence ou si vous connaissez des sites web de qualité traitant du thème abordé ici, merci de compléter l'article en donnant les références utiles à sa vérifiabilité et en les liant à la section « Notes et références ».
L'Allée des célébrités canadiennes (en anglais : Canada's Walk of Fame), est une allée créée en 1998 à Toronto en Ontario au Canada, dont l'objet est d'honorer le travail et le succès de Canadiens dans divers domaines de compétence.
Une personne honorée se voit décerner une étoile qui est implantée au sol sur un trottoir qui passe devant le Roy Thomson Hall, le Princess of Wales Theatre et le théâtre royal Alexandra, dans les rues King et Simcoe de Toronto.

## Description

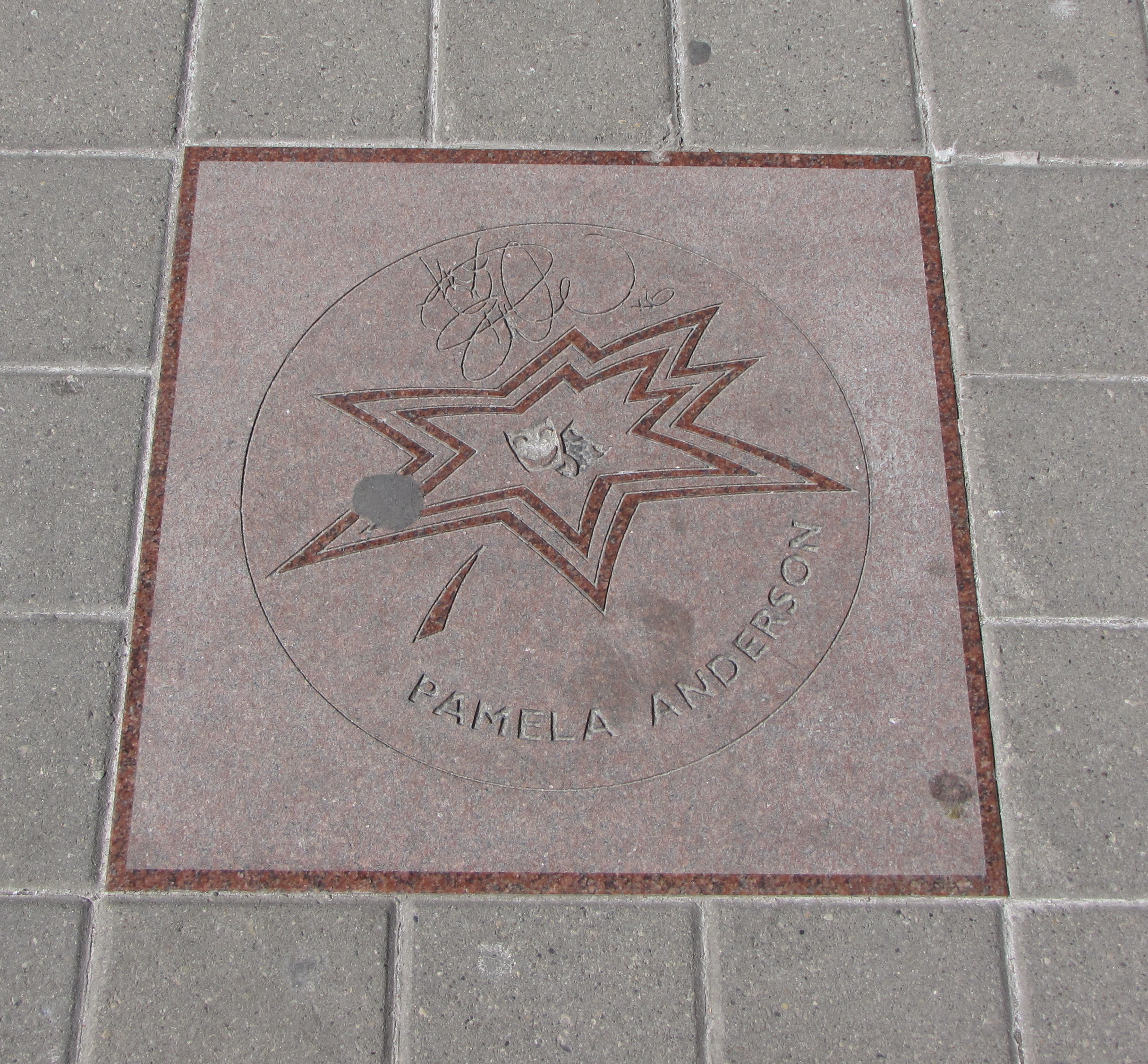
Les étoiles ont une forme particulière à 7 branches rappelant la feuille d'érable canadienne, plutôt que l'étoile régulière à 5 branches du Hollywood Walk of Fame.

Les étoiles apposées au sol, destinées à honorer un certain nombre de personnes, portent les noms :
- d'athlètes, entraîneurs et autres personnalités sportives ;
- d'acteurs, réalisateurs, écrivains et producteurs, pourvu qu'ils travaillent dans le milieu du cinéma, de la télévision ou du théâtre ;
- de chanteurs, compositeurs et musiciens ;
- de scénaristes ;
- d'écrivains ;
- de caricaturistes ;
- de mannequins.

Bien qu'elle semble comparable au Hollywood Walk of Fame, cette allée en diffère sous plusieurs aspects.
L'allée de Hollywood ne reconnaît que des vedettes du cinéma, de la télévision, de la radio et de la chanson tandis que l'allée canadienne honore des vedettes dans plusieurs autres domaines. La plupart des personnes honorées à Hollywood sont américains ou ont connu la gloire aux États-Unis. Très peu d'Américains établis au Canada ont été nommés[Où ?].
Les personnes honorées à Toronto doivent être canadiens ou posséder une résidence principale au Canada.
Les deux allées marquent la mise à l'honneur par l'implantation d'une étoile : celle d'Hollywood est payante, c'est-à-dire que les intronisés doivent louer leur emplacement dans l'allée, alors que la présence sur l'allée canadienne est gratuite.
Les intronisés canadiens sont choisis par un comité qui s'assure de la célébrité de la personne. Ils sont dévoilés une fois par année, alors qu'Hollywood fait une cérémonie pour un ou deux intronisés à la fois.
Il y a eu très peu de controverses autour des personnes intronisées. Par contre, certains estiment que les producteurs sont sur-représentés, car ils ne sont pas nécessairement des vedettes, même s'ils ont connu le succès. Certains[Qui ?] affirment même que ces nominations soulignent le succès, plutôt que la célébrité.
En 2006, plusieurs campagnes de promotion ont et lieu pour certaines vedettes, dont :
- James Doohan (personnifiant Scotty dans Star Trek) ;
- Peter Jennings (important annonceur de nouvelles pour ABC) ;
- Stu Hart (lutteur professionnel), tout comme ses fils Bret et Owen Hart ;
- différentes vedettes professionnelles de hockey sur glace : Guy Lafleur, Philip Esposito, Patrick Roy et Frank Mahovlich ;
- Larry Walker (joueur de baseball) ;
- Donovan Bailey (sprinter, médaillé olympique) ;
- Gilles Villeneuve (pilote automobile, vainqueur de courses en Formule 1) ;
- différentes groupes de musique : The Band, Bachman-Turner Overdrive (BTO), et Blue Rodeo ;
- Oscar Peterson (musicien de jazz) ;
- Randy Bachman (musicien de rock, bien qu'intronisé en tant que membre de The Guess Who).

Le réseau de télévision Global a diffusé pour la première fois la cérémonie des nominations le 25 juin 2005.